# アベル・ミニョン

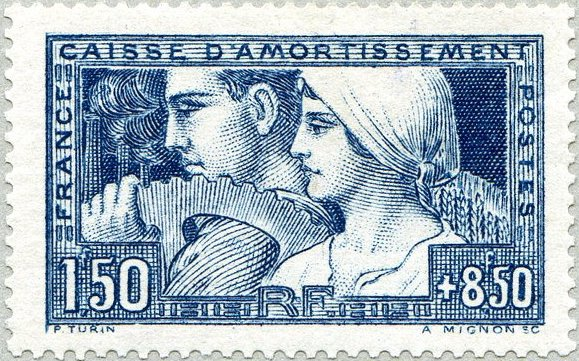
ミニョンのデザインした切手(1928)

アベル・ミニョン（Abel Mignon、1861年12月2日 - 1936年1月30日）はフランスの画家、版画家である。版画家として、フランスやその植民地、チェコなどの切手や紙幣を制作し、ポスター画家としても働いた。

## 略歴
ボルドーで生まれた。若い頃はボルドー出身ののイラストレータのレオンス・ブレ（Léonce Burret: 1865-1915）や詩人のシャルル・フュステール（Charles Fuster: 1866-1929）、彫刻家のルシアン・シュネグ（Lucien Schnegg: 1864-1909）らと文学仲間だった。
1882年にパリ国立高等美術学校に入学し、絵をジャン＝レオン・ジェロームとアルフレッド・ルーデ（Alfred Loudet）に学び、版画をルイ＝ピエール・エンリケ＝デュポン（Louis-Pierre Henriquel-Dupont）に学んだ。ローマ賞の版画部門に挑戦し、1884年に2位になった。1887年から木版画をフランス芸術家協会の展覧会に出展し、1903年と1923年の展覧会で入賞した。1908年にレジオンドヌール勲章（シュバリエ）を受勲した。
1909年から1923年の間はルーブル美術館のカルコグラフィー工房（銅版画工房）から依頼を受けた1913年からフランス領ダホメやギアナ、マダガスカルなどの植民地の郵便切手のデザインをした。ジョゼフ・ド・ラ・ネジエール（Joseph de La Nézière: 1873–1944）のデザインのスタイルを踏襲した。1920年からポール・アルベール・ローランスやシャプラン（Jules-Clément Chaplain）の作品をもとにフランス本国の切手デザインもした。1928年にデザインした預金供託金庫のための寄附金付切手は偽造防止のために凹版印刷の技法を用いられた。
フランス政府から依頼を受けて、国債宣伝のポスターも制作した。

## 作品

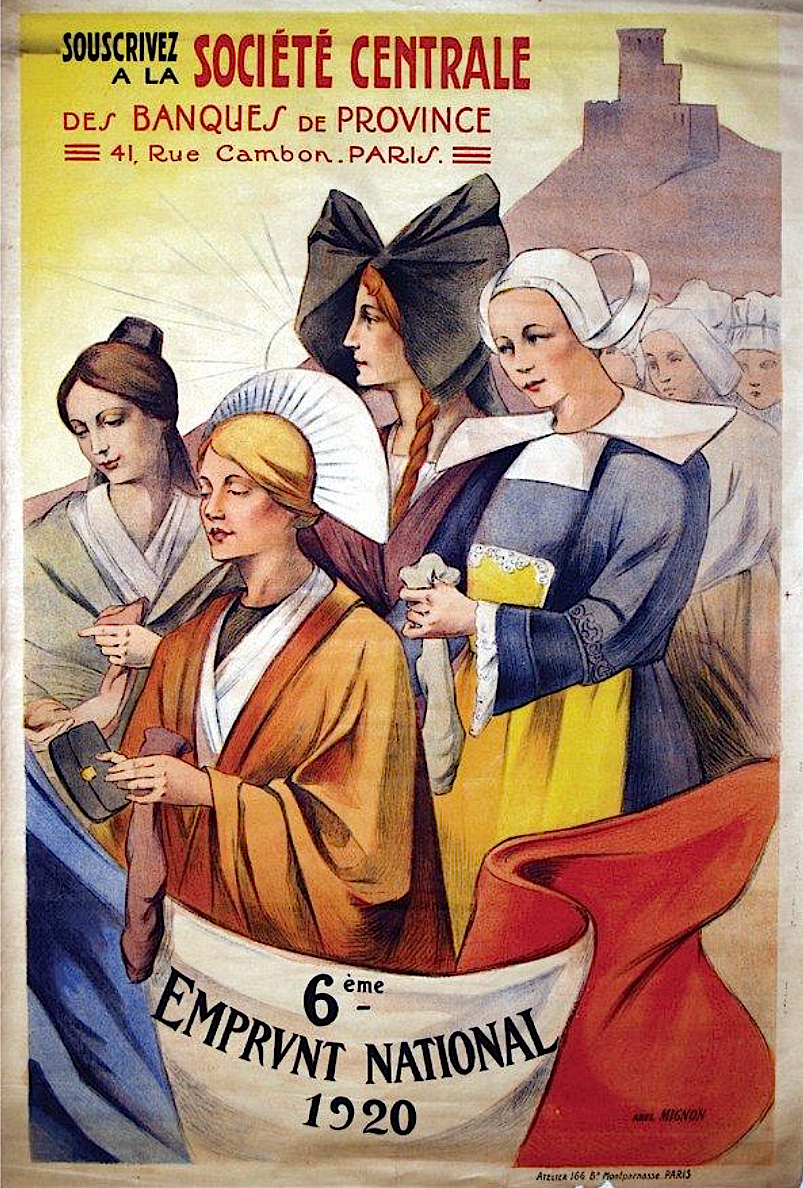
国債募集のポスター(1820)
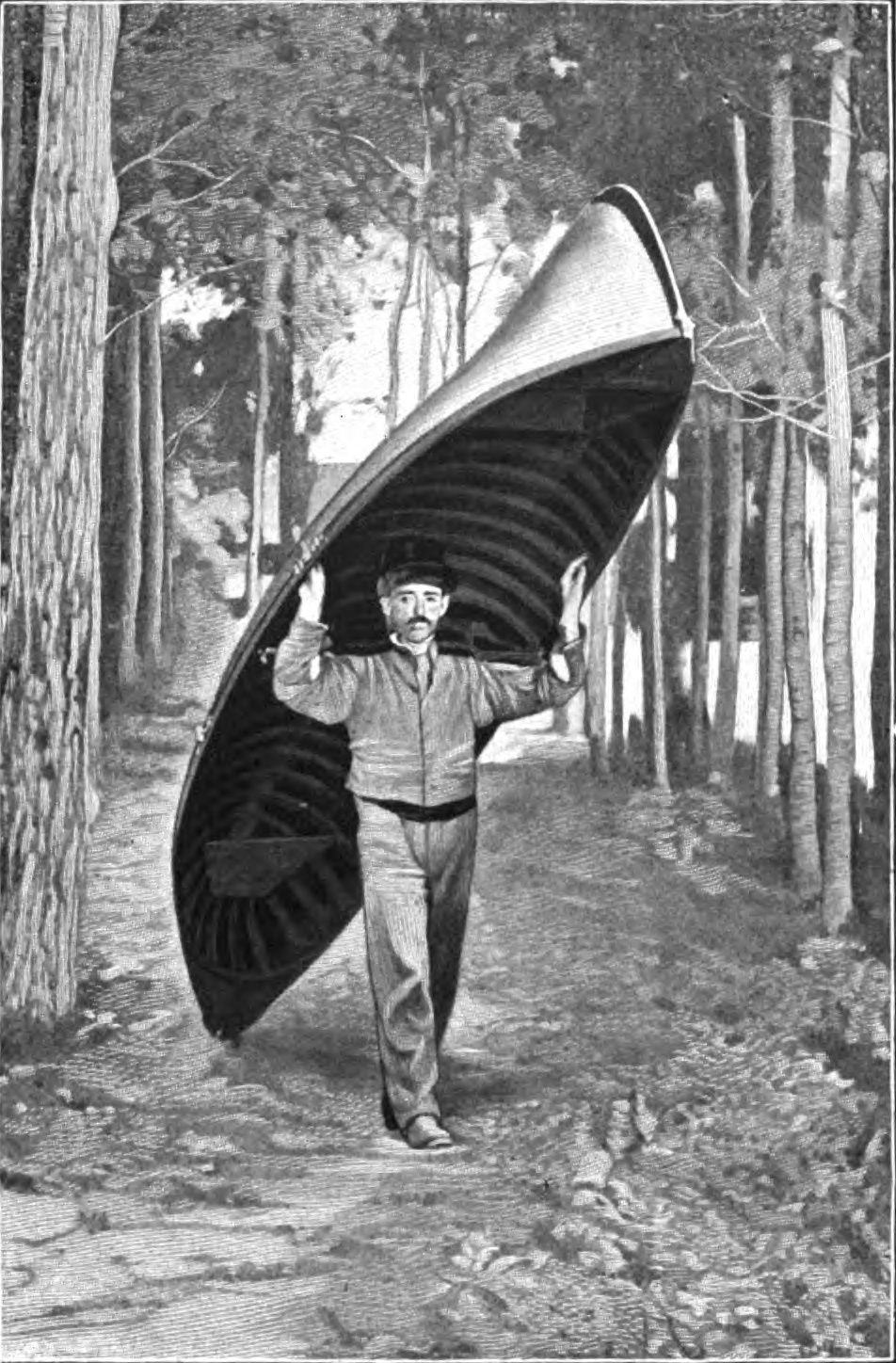
雑誌「ル・トゥール・デュ・モンド」挿絵(1906)
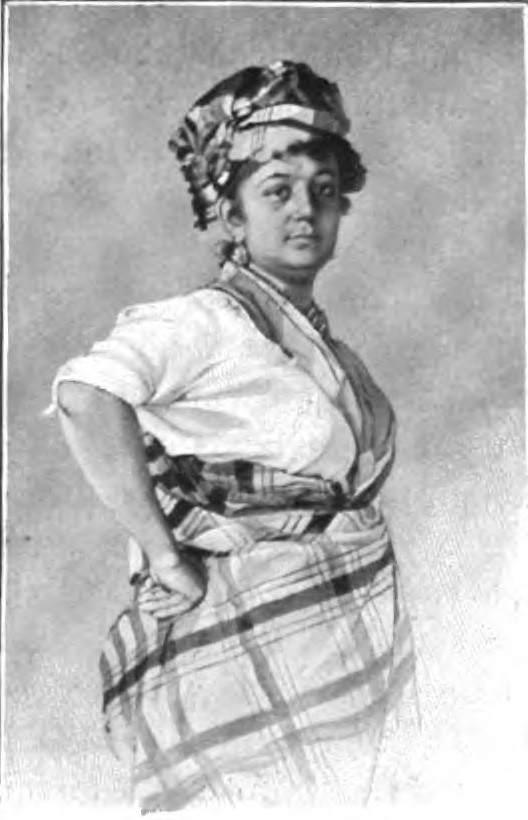
雑誌「ル・トゥール・デュ・モンド」挿絵(1903)
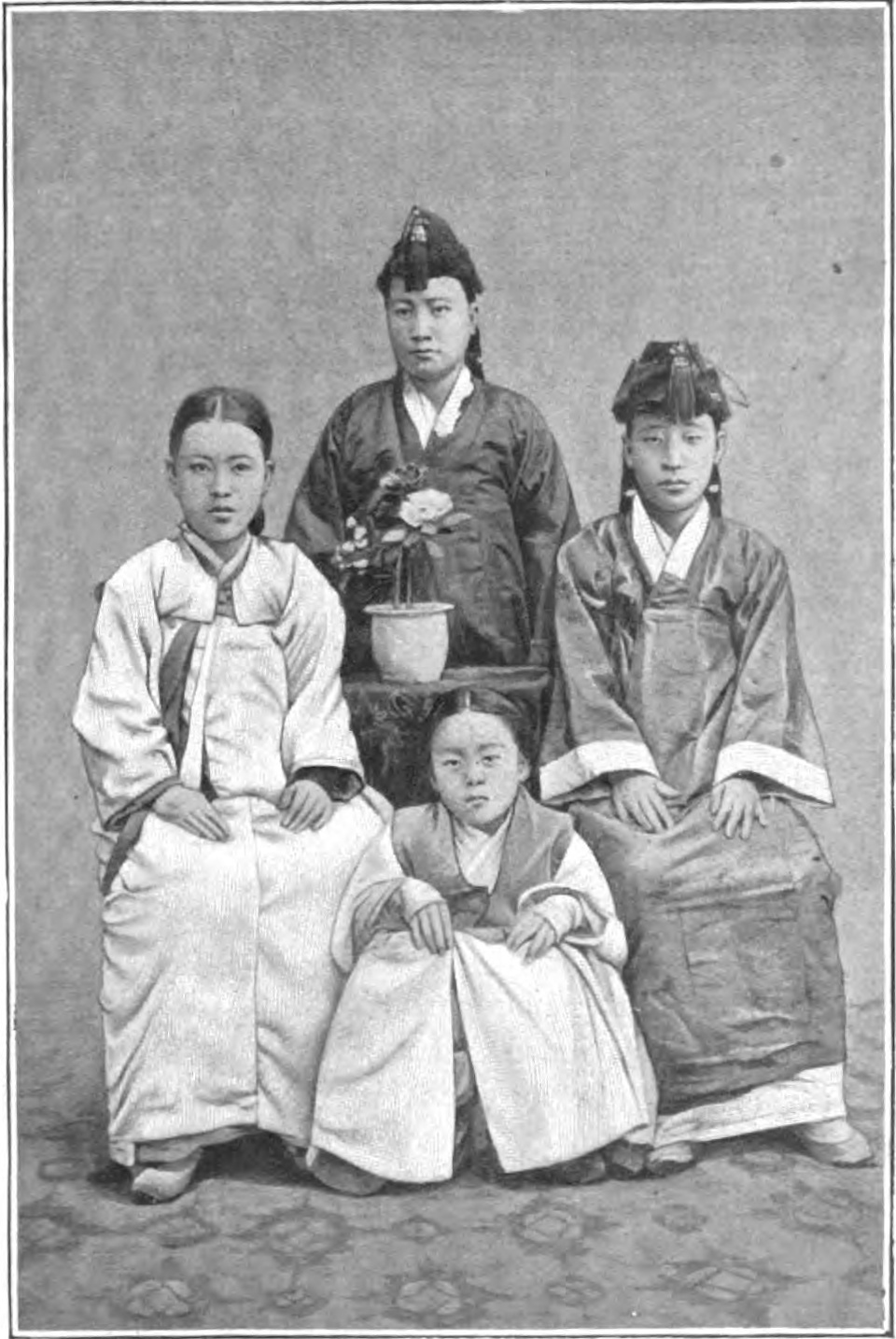
雑誌「ル・トゥール・デュ・モンド」挿絵 - 朝鮮の少女(1910)